# 漢堡-芬肯維德機場
漢堡-芬肯維德機場（德語：Flugplatz Hamburg-Finkenwerder）是德国第二大城市汉堡的一座民用机场，亦是汉堡的两座民用机场之一（另一座是汉堡机场）。空中巴士在此設有A320系列客機的總裝廠。

## 外部連結
- https://web.archive.org/web/20190515011811/http://worldaerodata.com/wad.cgi?id=GM67687
- http://www.gcmap.com/airport/XFW （页面存档备份，存于）